# René Cóspito
René Cóspito (23 de mayo de 1905 - 11 de marzo de 2000) fue un músico y actor argentino. Tocaba piano y violín y se dedicó al tango y al jazz. Fue conocido con el apodo de «Don Goyo».

## Biografía
Nació en Villa Devoto. Su padre Antonio tenía un instituto de enseñanza musical, donde René aprendió a tocar el violín y el piano. Inició sus carrera con la música en el cine Elite de Belgrano, donde tocaba el piano. A los 10 años, su padre lo llevó al Teatro Colón para que ganara algo de dinero, donde debía tocar con otros músicos. Se recibió de profesor a los 13 años. En su juventud dejó al violín y se dedicó a tocar al piano.
En 1923, a los 17 años realizó su debut profesional interpretando temas musicales para películas mudas con grandes estrellas del espectáculo. En 1926 formó el grupo René Cóspito y sus Cuatro Muchachos Melódicos, con el que tocaba en una radio ubicada en Flores. En 1928 es invitado por Juan Carlos Cobián para tocar tangos en dúos de piano y desde ese año hasta 1932 se asoció con Eduardo Armani, con quien formó el conjunto "Armani-Cóspito Jazz". En 1931 se casó con Violeta Blanca Díaz, bisnieta del coronel Carmelo Díaz.
Participó con otros grandes de la música como Juan D'Arienzo y Carlos Gardel en el cine Paramount. Después realiza un ciclo radial de los grandes bailables de Geniol, con Francisco Canaro, Roberto Firpo y Feliciano Brunelli, donde los anunciaban como Los Cuatro Ases. Desde 1925 realizaba temporadas en Mar del Plata en hoteles como el Bristol y Hermitage y en lujosas confiterías como Normandie y Havana en el Gran Hotel Provincial, siguió realizando temporadas hasta los 87 años. También tocó en las confíterias Adlon y Richmond, o la Maison Dorée.
En la década del 30" durante 4 años interpretó temas en excursiones en cruceros hacia Río de Janeiro, Brasil. De 1935 a 1950 tocó en varias veladas en las orquestas de músicos como Juan D'Arienzo y Julio De Caro. Tocó junto a sus hermanos Néstor y Hugo. En la década de 1940, armó un conjunto de jazz, donde en variadas ocasiones participaron Hernán Oliva, Horacio Malvicino, Ahmed Ratip, Panchito Cao o Barry Moral. Sus agrupaciones tocaron en lugares como el Jockey Club, donde también tocaba la orquesta de Osvaldo Fresedo. Después de 1945 formó pequeños grupos y tocó en radios como Belgrano, Mitre y Splendid, llegando a formar grandes audiciones. A fines de la década del 50" cuando tocó en el Hotel Crillon, Mr. Taylor le pidió que grabara una demostración en su estudio.
Tenía un repertorio de 2600 obras, entre las que se encuentran Pobre mariposa, No te puedo dar más que amor, nena, Dama española, Hay humo en tus ojos, Una chica linda es como una melodía o Té para dos, entre otras. También tocó en Radio Mitre.
En 1972 llegó a Estados Unidos, fue embajador del tango y tocó en el Waldorf Astoria, dando un recital en la OEA, en Washington y luego interpretó tangos en diferentes lugares como Nueva York, Hollywood y en escuelas y universidades. Realizó sus últimas actuaciones en hoteles de lujo tocando con pequeños reductos.
Su carrera en el cine fue escasa, pero se destacó como intérprete en Dancing y Los apuros de Claudina. También participó como compositor de la banda sonora, en dos películas en las décadas de 1930 y 1970, donde se escuchaban sus temas.
En 1995 recibió una Mención Especial de los Premios Konex por su trayectoria y aporte a la música popular.
Falleció el 11 de marzo de 2000 a los 94 años en Buenos Aires.

## Filmografía
intérprete:
- Los apuros de Claudina (1938)
- Dancing (1933)

Música:
- Internado (1935)

Temas Musicales:
- Carmiña (Su historia de amor) (1975)